# Alliance pour le renouveau démocratique
Pour les articles homonymes, voir Renouveau démocratique.
L'Alliance pour le renouveau démocratique (abrégé ARD) est un parti politique du Niger.

## Histoire
Le parti est fondé le 12 avril 2010 à la suite de la fusion du Rassemblement des patriotes nigériens et d'un groupe parlementaire d'indépendants.
En février 2013 le président du parti, Ousmane Issoufou Oubandawaki, quitte l'ARD pour rejoindre le parti du président Mahamadou Issoufou, le Parti nigérien pour la démocratie et le socialisme (PNDS-Tarayya). Il est suivi par d'anciens cadres du parti. L'ancien secrétaire général, Laouan Magagi devient président du parti en septembre 2013. Il est réélu le 7 juin 2015.

## Résultats

### Élections présidentielles
| Année | Candidat                          | 1er tour | 1er tour | Résultat |
| Année | Candidat                          | Voix     | %        | Résultat |
| ----- | --------------------------------- | -------- | -------- | -------- |
| 2011  | Ousmane Issoufou Oubandawaki (de) | 63 378   | 1,92 %   | Battu    |
| 2016  | Laouan Magagi                     | 44 685   | 0,96 %   | Battu    |

### Élections législatives
| Année | Voix   | %    | Rang | Élus    | Gouvernement |
| ----- | ------ | ---- | ---- | ------- | ------------ |
| 2011  | 14 971 | 0,46 | 10e  | 0 / 113 | Opposition   |
| 2016  | 69 971 | 1,47 | 15e  | 2 / 171 | Rafini II    |
| 2020  | 82 073 | 1,74 | 12e  | 2 / 166 | Mahamadou    |